# Terebralia
Terebralia là một chi ốc biển, là động vật thân mềm chân bụng sống ở biển trong họ Potamididae.

## Các loài
Các loài trong chi Terebralia gồm có:
- Terebralia palustris (Linnaeus, 1767)[2]
- Terebralia semistriata (Mörch, 1852)[3]
- Terebralia sulcata (Born, 1778)[4]